# Нострадамус
Мишел де Нострдам (фр. Michel de Nostredame), познатији као Нострадамус, био је француски лекар, астролог и наводни пророк. Његова књига Пророчанства издата је у милионе примерака и данас је најпознатија књига пророчанстава икад штампана. Прво издање се појавило 1555. године и од дана када је објављена, привукла је много пажње светске јавности. Већина академских извора не потврђује повезаност пророчанстава у катренима и историјских догађаја који су уследили, као и да су у великој мери резултат погрешних тумачења или погрешног превода. Своја пророчанства Нострадамус је писао у стиховима. Стихови су углавном писани загонетним, двосмисленим стилом употребом француских, италијанских, грчких и латинских речи.
Критичари Нострадамуса одлучно одбацују све његове радове као неосноване, док с друге стране постоје људи који мисле супротно. Интересовање за рад Нострадамуса, који је био истакнута личност француске ренесансе, и даље је велико, посебно у медијима. Његова дела и пророчанства су стални предмет изучавања.

## Биографија

### Детињство и школовање
Мишел де Нострдам је рођен у месту Сен Реми де Прованс у Француској покрајини Прованса. Отац му се звао Жом, а мајка Ренијер де Сен Реми. Презиме Де Нострдам упућује, чини се, на породичну месну област, а име Нострадамус сковано је у каснијим годинама. Жом де Нострдам наследио је успешан породични посао као трговац житом.
Његови родитељи, из околине града Авињона, нису били племенитог порекла. Како је доба у којем је Нострадамус живео било и доба Инквизиције, његови родитељи прешли су у католичку веру када је Нострадамусу било девет година. Нострадамус је био најстарији од петоро деце (премда се у неким изворима јавља податак да их је било седам или осам, али сваки и даље тврди како је Нострадамус био најстарије дете). О прва три његова брата нису доступни опширнији подаци (брачни пар Де Нострдам није имао кћерки). Најмлађи брат, Цесар, постао је заступник у скупштини провансалског парламента (Procuere du Parliament de Provance).
Нострадамусово школовање било је у рукама његовог деде с мајчине стране, Жана (иначе доктора који је много знао о лековитом биљу), који га је подучавао основама латинског, грчког и хебрејског језика као и математици и астрологији. Када је његов деда преминуо, Нострадамуса су родитељи послали на школовање у Авињон где је показивао велико интересовање за астрологију.

### Брак и докторска пракса
Године 1522. родитељи Нострадамуса шаљу на студије медицине у Монпељеу. Након три године Нострадамус добија докторску лиценцу па одлази у сеоске делове Француске како би помагао жртвама куге која је у то доба харала Француском. Након четири године враћа се у Монпеље како би одбранио свој докторат. У Монпељеу је остао око годину дана, али његов потпуно нов приступ лечењу пацијената доводио га је у неугодне ситуације па стога одлази у Тулузу где ће обављати докторску праксу.
Негде око 1534. године Нострадамус се оженио младом девојком из високог друштва, веома лепом. Њено име остало је непознаница до данас. Она му је родила сина и кћерку. Ускоро следи серија трагедија. Куга долази у Аген, место у којем је Нострадамус живео с породицом и упркос свим његовим напорима од куге умире Нострадамусова супруга као и њихово двоје деце. Чињеница да није могао помоћи својој породици, упркос свом лекарском знању, имала је страховито разочаравајући утицај на Нострадамуса. Након смрти супруге њена породица је тужила Нострадамуса тражећи повраћај мираза. На крају свега, године 1538. оптужен је за јерес, што је у то доба био веома озбиљан преступ који га је могао коштати живота. Имао је сукоб са Црквом у Агену након што је инквизиција обишла ово подручје у потрази за анти-католичким деловањем. Након тога отпутовао је у Лорену, а потом у Венецију па на Сицилију.

### Видовњак
Нострадамус се 1554. године настанио у Марсеју. У октобру исте године Прованса је доживела једну од најтежих несрећа у својој историји - избила је епидемија куге која се ширила невероватном брзином. Нострадамус је тада несебично помагао људима не би ли спасао што више људских живота. Када је епидемија угушена Нострадамус се настанио у месту Салон где је одлучио да живи до краја живота. У октобру се оженио с Аном Понсар Жемел, богатом удовицом са којом је имао шесторо деце-три ћерке и три сина (кућа у којој је тада живео још увек се може видети). У Салони становници баш нису били гостољубиви према Нострадамусу - пред његовом кућом спалили су лутку налик на Нострадамуса. Године 1550. објавио је Алманах, а након 1554. Предвиђања - књигу која је чини се била успешна и охрабрила га да се озбиљније позабави Пророчанствима. Једну од просторија у кући претворио је у собу у којој је, како каже у Пророчанствима, радио ноћу окружен окултним књигама. Главни извор његових инспирација била је књига звана De Musteriis Eguptorum. До 1555. године Нострадамус је завршио први део својих пророчанстава која су садржала предвиђања почевши од његовог времена па до краја света. Исте године Мек Боном је у Лиону објавио прва Нострадамусова дела. Од тада су издања Нострадамусових пророчанстава увек распродата. Мало се аутора, осим састављача библијских текстова, може похвалити таквом популарношћу у тако дугом временском раздобљу.
Пророчанства је писао у стиховима. Стихови су писани загонетним, двосмисленим стилом употребом француских, провансалских, италијанских, грчких и латинских речи. То је чинио с разлогом јер је постојала опасност да га прогласе вешцем, а такође је желео да неупућенима тајне пророчанства остану непознате. Књига, иако још недовршена, штампана је 1555. и садржавала је прве три центурије и почетак четврте. Чувши за Нострадамуса краљица Катарина де Медичи позвала га је на Двор. Дана 15. августа Нострадамус је изнајмио собу у гостионици Ст. Мишел, а већ наредног дана краљица га је примила. Када су се срели Нострадамус и краљица у разговору су провели два сата. Краљица се интересовала за катрен у којем се описује краљева смрт. Две недеље касније краљица је поново позвала Нострадамуса и тада му је дала за задатак да направи хороскопе за њену децу чија је трагична судбина већ била описана у Пророчанствима. Недуго након тога Нострадамус је начуо да се правосудни органи у Паризу распитују о његовим магијским ритуалима па се вратио у Салон. Од тада пати од реуме и артритиса, те се чини да није пуно радио осим што је израдио неколико хороскопа за своје угледне госте и довршио писање Пророчанстава.

### Последње године и смрт
Године 1564. краљица Катарина, сада краљица регент, одлучила је да пропутује кроз Француску. Путујући посетила је и Нострадамуса. Тада га је краљица прогласила дворским лекаром. Но, Нострадамус је осећао да му се ближи крај. Зато је 17. јуна 1566. године написао тестамент, а 1. јула позвао је локалног свештеника како би му дао последњу причест. Када га је слуга напуштао те ноћи рекао му је да га ујутро неће видети живог. Било је као што је и предвидео.
Нострадамус је сахрањен усправно у зидове салонске цркве, а његова супруга Ана направила је спомен-плочу. У доба Револуције Нострадамусов гроб оскрнавили су празноверни војници. Сачувани остаци сахрањени су у другој салонској цркви, цркви Светог Лорена, где се његов гроб и портрет још увек могу видети. Две године након његове смрти - 1568. у целости су штампана његова Пророчанства. Можда је занимљиво споменути да је још као млади студент подржао Коперникову теорију да је Земља округла и да се Земља окреће око сунца - 100 година пре него што ће Галилео бити суђен за исто уверење. На Нострадамусовом гробу стоји овај епитаф:
| „ | Овде леже кости гласовитог Мишела Нострадамуса чије је готово божанско перо једино било, према суду свих смртника, достојно записати под звезданим надахнућем будуће догађаје целог света... нека потомство не дира његове остатке. | ” |

## Пророчанства
Многи стручњаци верују како је Нострадамус предвидео неке од кључних историјских догађаја (попут Немца Курта Алгејера).
Наводно, предвидео је мноштво догађаја у светској историји, од великог пожара у Лондону, и успона Адолфа Хитлера и Наполеона, до напада 11. септембра 2001. на Светски трговински центар. Најупечатљивији стихови у његовој књизи Пророчанства повезани су за фашистичког вођу Адолфа Хитлера: 
Кад дође из крајњих њених крајева (Аустрија), Шеф германски на златно престоље седа, дама службеница видеће свој крај (Вајмарска република), јер није могла савладати своје тешкоће.
Доћи ће један који ће на заводљив начин, покушати учинити испруженом руком, оно што се стиснутом шаком није могло... (Поздрав Хитлеру).

## У популарној култури
Поред тога што је његов рад био описан у стотинама књига (и као фикција), Нострадамусов живот је приказан у неколико снимљених играних филмова, емисија и документарних филмова, а урађена је и видео игра са његовим именом.
Филм
- Нострадамус (1994), главна улога Чеки Карјо
- Нострадамус (2000), главна улога Роб Естес

Музика
- Албум Нострадамус из 2008. године хеви метал групе Џудас прист.[20]

## Галерија слика
- Нострадамус 1555. године
- Статуа Нострадамуса
- Споменик у Салон де Прованс
- Насловна страна Нострадамусових центурија, Торино, 1720.
- Нострадамусова фонтана